# Lynne Sharon Schwartz

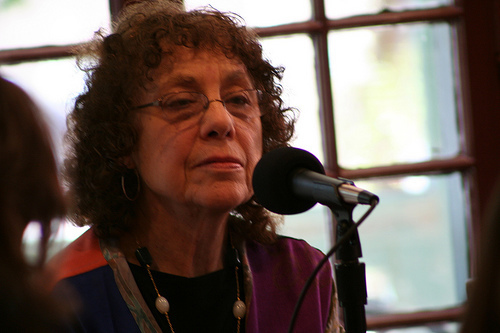
Lynne Sharon Schwartz

Lynne Sharon Schwartz (* 19. März 1939 in Brooklyn, New York City) ist eine US-amerikanische Schriftstellerin.
Schwartz lebt in New York und arbeitet als Schriftstellerin und Übersetzerin aus dem Italienischen (für z. B. Natalia Ginzburg und Liana Millu).
Im Jahre 2008 wurde sie mit der Aufnahme in die American Academy of Arts and Sciences geehrt.

## Werke (Auswahl)
Romane
- Rough Strife, Harper & Row, New York City, New York, USA 1980.
  - Deutsch von Helga Augustin: Für immer ist ganz schön lange, dtv, München 1993, ISBN 3-423-11661-7.
  - neu übersetzt von Ursula-Maria Mössner: Kein & Aber, Zürich 2015, ISBN 978-3-0369-5725-8.
- Balancing Acts.
- Leaving Brooklyn.
- Disturbances in the Field (Deutsch: Feldstörungen).
- The Fatigue Artist.
- In the Family Way.
- The Writing on the Wall (Roman, der den 11. September 2001 zum Gegenstand hat).

Sonstiges
- Ruined by Reading: A Life in Books.
- Face to Face: A Reader in the World.

sowie diverse Gedichtbände.